# Karl H. Fell
Karl H. Fell foi um político alemão da União Democrata-Cristã (CDU) e ex-membro do Bundestag alemão.

## Vida
Em 1964, Fell tornou-se membro da CDU. Ele esteve em vários comités do partido. De 26 de julho de 1970 a 29 de maio de 1985, Fell foi membro do parlamento estadual da Renânia do Norte-Vestfália. Também foi membro do Bundestag alemão de 1987 até à sua morte em 5 de dezembro de 1996.